# 大独裁者
《大獨裁者》（英語：The Great Dictator）是由查理·卓別林自導自演的一部電影。於1940年首映，它尖銳諷刺了納粹主義和阿道夫·希特勒。全戲高潮是在片末，他公然要求在政治上對抗法西斯主義。
本片特別之處在於其上映時代，那是美国加入第二次世界大战之前，美國仍和納粹德國保持良好關係。在對納粹主義的恐慌還未完全爆發時，卓別林此作就已經震撼人心了，並對希特勒、法西斯主義、军国主义和納粹主義予以譴責。他在片末說道：「機器人只有機械的思想和機械的心靈！」（machine men, with machine minds and machine hearts）。
這部戲是卓別林首部有声电影，也是他票房最高的電影之一。

## 內容簡介

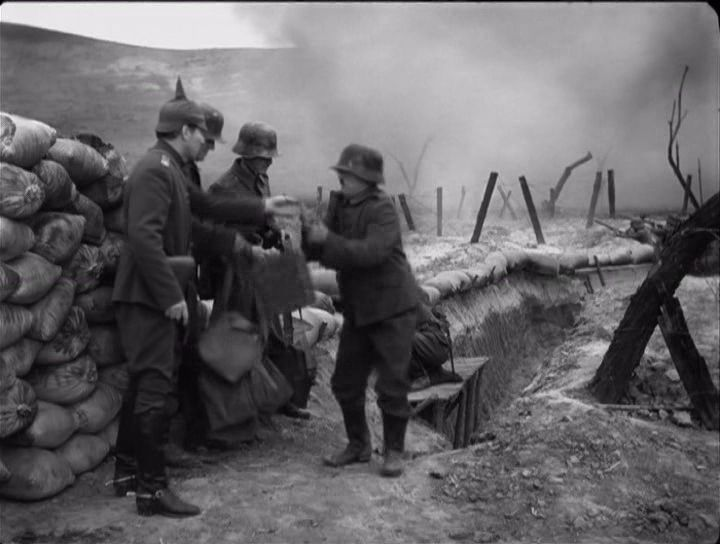
一战阵地的画面

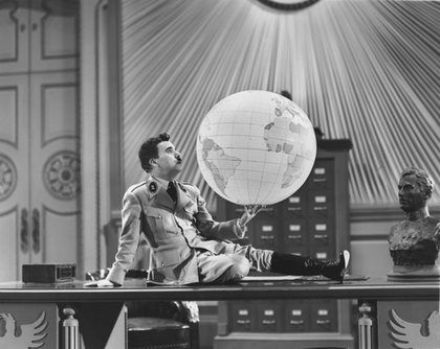
独裁者和气球制成的地球

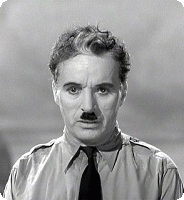
篇末的演说镜头

這部電影由第一次世界大戰為起始點。卓別林飾演一個未提及名字的猶太理髮師。他在戰爭期間救下一名叫Schultz（由Reginald Gardiner饰演）的士兵。他們一起乘坐飛機离开了前线，但不久后燃油耗盡，撞上一棵樹。Schultz成功逃過一劫，而理髮師失去了部分记忆，并在醫院裡住了二十年，不了解外界——德曼尼亞王國（Tomainia，影射納粹德國）發生的改變：Adenoid Hynkel（影射希特勒，卓別林的雙重角色）此时成為托曼尼亞王國的殘暴獨裁者，並在其大臣Garbitsch（音似Garbage或rubbish,影射约瑟夫·戈培尔）（由Henry Daniell飾演）和Herring（影射赫尔曼·戈林）（由Billy Gilbert飾演）的協助下試圖迫害全國的猶太人。

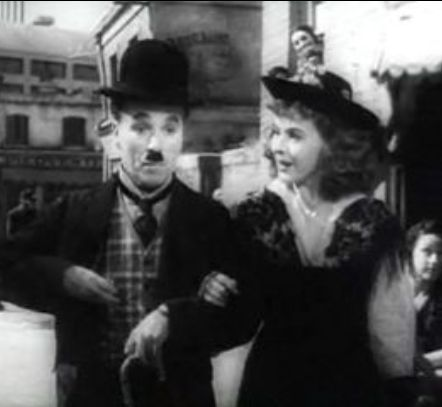
理髮師和女友 Hannah

理髮師回到其猶太區的髮廊，仍未察覺到當時政局的變化，並對軍警在其髮廊的窗上用白漆塗上「Jew」感到震驚。在和士兵連續不斷的打鬥中，理髮師重遇好友，並對一名美麗的女猶太區移民Hannah（由宝莲·高黛飾演）產生了好感。
Schultz在理髮師住院的二十年間，在軍中平步青雲，他在士兵們将要痛打一頓理髮師的時候，認出了理髮師就是其救命恩人，又對他其實是猶太人而感到吃驚。而理髮師也恢复了當時的記憶，Schultz命令士兵們放過理髮師和Hannah。另一方面，Hynkel因為Garbitsch的慫恿，開始對征服世界一事著迷（其中一場最著名的鏡頭是他與一個大氣球做的地球儀共舞）。
因為Garbitsch的鼓动，Hynkel計劃侵略鄰國Osterlich（影射奧地利）和借貸以完成此行動。後來，因為一名猶太財主不肯借款給Hynkel，所以Hynkel又恢復他對猶太人的迫害，事態比上一次還要嚴重。
Schultz表達了他對大屠殺的反對，但卻被Hynkel安排到集中營。他逃到猶太區，計劃推翻Hynkel的政權。為了決定誰去實行這個計劃，就把一個硬幣藏在五個布丁（杯子蛋糕）裡，誰吃到硬幣就要去實行炸毀Hynkel住所的自殺式任務。然而，Hannah把每一個布丁（杯子蛋糕）都加了硬幣，造就了卓別林此作最搞笑的場面之一。最後，Schultz和他的理髮師好友都被抓進集中營。
Hynkel侵略Osterlich的計劃最初被Bacteria（影射義大利王國，同時bacteria亦可解作細菌，諷喻法西斯主義尤如病菌一樣禍害國家）的獨裁者 Napaloni（影射墨索里尼）（由Jack Oakie飾演）反對。在這兩個獨裁者發生了一些爭執之後（包括經典笑點——食物大戰），终于达成一個交易，而且得到一個頗成功的侵略成果。當Hannah已經移居到Osterlich，她發現自己依然生活於Hynkel的統治之下。
Schultz和理髮師一起從集中營逃走，他們穿著Tomainia軍人的制服。因為理髮師和Hynkel太相似，衛兵以為他就是Hynkel。相反地，Hynkel正在進行他的獵鴨活動（其實是為戰爭而作的偵察行動），但他被其衛兵誤會他就是逃走的理髮師，結果他被自己的士兵拘捕了。
另一幕，理髮師被誤認為是Hynkel本人，並被帶到Tomainia的首都去做一場勝利演說。Garbitsch在為群眾引見「Hynkel」的時候，誹謗民主自由的思想和其他可能的背叛以及舊思想。  
之後，理髮師卻發表了一場發人深省的演說：取消Hynkel的反猶政策和歡迎民主新時代。該片段成為了全片重頭戲之一。
電影在Hannah再次輕鬆愉快地望向天空的時候結束。

## 班底與分析
- 查理·卓別林飾演Hynkel（遵行法西斯主義的獨裁者，明顯是模仿阿道夫·希特勒）
  - 猶太理髮師
- 宝莲·高黛飾演Hannah[1]
- Jack Oakie 飾演Napaloni
- Reginald Gardiner 飾演Schultz
- Henry Daniell飾演Garbitsch[1]
- Billy Gilbert飾演Field Marshal Herring（一個不能勝任Hynkel顧問的人）。

片中人物的名字和當時政治的關係:
- Adenoid Hynkel=德國元首阿道夫·希特勒
- Garbitsch（與「garbage」音同，有諷其為廢物之意），他是Hynkel的左右手，希特勒身边的约瑟夫·戈培尔（Goebbels）
- Field Marshal Herring=帝国元帅赫尔曼·戈林（Goering）
- Benzino Napaloni=Il Duce，意大利首相貝尼托·墨索里尼

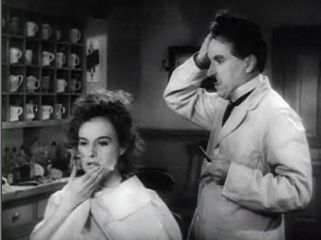
理发店中的画面

戲中有不少是Hynkel與Napaloni有關Osterlich（奧地利）的爭論。历史上，墨索里尼认为奧地利是一個在意大利、德國之間的緩衝區，意大利和奧地利（及匈牙利）在1934年簽了一項協定叫羅馬議定書，意大利有責任保護奧地利，所以反對德國吞併。國際社會，尤其是法國和英國，沒有分擔意大利的压力甚至支持德國對奧地利的合併。墨索里尼不久便獨自於1936年服從於希特勒的意願，由布倫納山口和奧地利的邊境撤回意軍，並移動至較接近於德國的地方。今日，因為意大利和德國於第二次世界大戰的同盟，這衝突已經快要被人遺忘了。
此片包含了卓別林最有名的連續鏡頭。戲中Hynkel的「德文」演說，其實是一大串毫無意義的聲音，只不過是很像德文而已。在這之前，卓別林很仔細地從新聞影片中學習其演講。1940年的《大獨裁者》於美國保持中立的時候被說成是「英裔美國人反法西斯主義電影傳教總會」。從記錄歷史的電影、收音機、電視，卓別林以多個小時來收看這些有關希特勒的新聞片段，驚喊：「噢！你！你這個渾蛋！」德語的「炸小牛肉片」（schnitzel）、「泡菜」（sauerkraut）和「肝泥香腸」（leberwurst）可以在其中清楚聽到。在這些「語言」一起的，還有英文片語例如「cheese'n'crackers」和說的頻率頗密的「larger beer」。當Hynkel在政治集會中和燃起怒火時就會說假德語（儘管他在正常地說著英語）。Billy Gilbert在飾演Herring時也必須要即興說這個假德語，就是因為他為他不小心把Hynkel擊落樓梯而向之道歉，他想出了一個字―「banana」。卓別林很明顯是被他弄得很吃驚，他將之放在其回應之中：「Der banana？」
卓別林在飾演猶太理髮師時，跟著電台廣播的匈牙利舞曲之旋律來為一名顧客剃鬚，該段是一次過拍攝，不經剪接。但全片最著名的場面卻是一名對權力瘋狂的獨裁者和一個汽球造的地球於像宮殿般的辦公室一起跳了一場令人難以忘懷的芭蕾舞。此片段著手於理查德·瓦格納的歌劇羅恩格林，它於理髮師在Hynkel的國家發表「勝利演說」時也有發揮作用。之所以有這段「獨裁之舞」是因為於二十年代末，當卓別林在好萊塢被拍到他在做一場較早版本的舞蹈，是和一個地球以及一個普魯士的軍人頭盔一起（這個連續鏡頭在紀錄片Unknown Chaplin中得見）。
整場電影以猶太理髮師被誤認為是獨裁者作結，他在Tomainia人接管Osterlich以後，就於大批觀眾的注視之下和國際廣播中作出了一個演說。（這個演說明顯地提及到德國於1938年3月12日侵略奧地利）此演說被卓別林詮釋得像一個即興演出，但其說辭是經過極為認真的斟酌才能如此有深度。卓別林的爭議性演說，是場十分明顯的政治演說，可能為美國最終重新登錄麥卡錫時代提供了能夠冗長列舉的借口（從有關卓別林的論文可得更多的細節）。此演說在此片放映前也被美國共產主義運動指責為「斯大林和希特勒簽訂的互不侵略條約」。
戲中有些猶太區商店的招牌是用世界語寫的，於希特勒之猶太政策中，使用這種語言是會被判罪的。

## 拍攝
影片是由卓别林编剧并导演。拍摄地点主要在卓别林演播室和洛杉矶附近（例如月桂树峡谷）。

## 外部連結
- 互联网电影数据库（IMDb）上《大独裁者》的资料（英文）